# Johan Eric Rosenlund
Johan Eric Rosenlund, död 8 januari 1667, var en svensk ämbetsman.

## Biografi
Johan Eric Rosenlund arbetade vid Jönköpings hovrätt och blev 1649 borgmästare i Kalmar. Han var den första som började bygga hus på Kvarnholmen, Kalmar 1653. Rosenlund avled 1667.

### Familj
Rosenlund var far till borgmästaren Lars Ericson Rosenlund (död 1708) i Kalmar.